# فالا-بگوئتس
فالا-بگوئِتس یا فاناپانگِس یک آبخوست در ناحیه نوم‌ویسوفو در منطقه شهرداری فایچوک در ایالت چوک در ایالات فدرال میکرونزی است. فاناپانگِس پس از ائوت یکی از کم جمعیت‌ترین آبخوست‌ها در تمام ایالت چوک است.